# Тркал
Тркал(лезг. ТIркIал) — село в Хивском районе Дагестана. Входит в сельское поселение сельсовет Ашага-Архитский.

## География
Расположено в 5 км к юго-востоку от районного центра — села Хив, на реке Цмур.

## Население
| 1895 | 1926 | 1939 | 1970 | 1989 | 2002 | 2010 |
| ---- | ---- | ---- | ---- | ---- | ---- | ---- |
| 473  | ↘372 | ↗453 | ↘349 | ↘13  | ↗23  | ↗27  |
| 2021 |      |      |      |      |      |      |
| ↗31  |      |      |      |      |      |      |